# Parafia Matki Bożej Królowej Polski w Widełce
Parafia Matki Bożej Królowej Polski w Widełce − parafia znajdująca się w diecezji rzeszowskiej w dekanacie Głogów Małopolski. Parafię erygowano w 1920 roku.